# Ville de droit comital
Pour un article plus général, voir Localité (Hongrie).
La ville de droit comital (en hongrois : megyei jogú város) désigne les localités hongroises remplissant la fonction de siège de comitat ou ayant une population supérieure à 50 000 habitants. 
Budapest n'est pas considérée comme une ville de droit comital mais bénéficie d'un statut spécifique.

## Description
Ce titre est attribué par le parlement hongrois et le président de la République après demande de la ville auprès du ministère de l'Intérieur. Il s'agit d'un titre définitif, la loi ne prévoyant pas la possibilité de le perdre, ce qui fait que des villes comme Hódmezővásárhely ou Dunaújváros ont pu le conserver malgré une perte significative de population. 
Les villes de droit comital ont le droit de s'organiser sous la forme d'arrondissements et de former une commission mixte (composée à parts égales de membres du corps des représentants de la municipalité et du conseil comital) chargée des compétences communes avec le comitat.

## Liste des villes de droit comital
| Rang | Nom              | Recens. 1990 | Recens. 2001 | Est. 2007 | Recens. 2011 | Comitat                |
| ---- | ---------------- | ------------ | ------------ | --------- | ------------ | ---------------------- |
| 1.   | Debrecen         | 212.235      | 207.560      | 204.124   | 208.016      | Hajdú-Bihar            |
| 2.   | Miskolc          | 196.442      | 185.387      | 172.637   | 168.075      | Borsod-Abaúj-Zemplén   |
| 3.   | Szeged           | 175.301      | 165.588      | 164.883   | 170.285      | Csongrád-Csanád        |
| 4.   | Pécs             | 170.039      | 161.377      | 156.649   | 157.721      | Baranya                |
| 5.   | Győr             | 129.338      | 129.879      | 128.265   | 131.267      | Győr-Moson-Sopron      |
| 6.   | Nyíregyháza      | 114.152      | 117.351      | 116.298   | 117.852      | Szabolcs-Szatmár-Bereg |
| 7.   | Kecskemét        | 102.516      | 107.665      | 109.847   | 113.275      | Bács-Kiskun            |
| 8.   | Székesfehérvár   | 108.958      | 104.769      | 101.600   | 101.943      | Fejér                  |
| 9.   | Szombathely      | 85.617       | 82.298       | 79.534    | 79.590       | Vas                    |
| 10.  | Szolnok          | 78.328       | 77.553       | 75.474    | 74.544       | Jász-Nagykun-Szolnok   |
| 11.  | Tatabánya        | 74.277       | 72.962       | 70.541    | 70.164       | Komárom-Esztergom      |
| 12.  | Kaposvár         | 71.788       | 68.240       | 67.746    | 67.979       | Somogy                 |
| 13.  | Békéscsaba       | 67.609       | 67.664       | 65.206    | 64.074       | Békés                  |
| 14.  | Érd              | 43.327       | 56.123       | 62.408    | 65.043       | Pest                   |
| 15.  | Veszprém         | 63.867       | 61.958       | 62.023    | 64.339       | Veszprém               |
| 16.  | Zalaegerszeg     | 62.212       | 62.255       | 61.898    | 61.970       | Zala                   |
| 17.  | Sopron           | 55.083       | 55.081       | 57.210    | 60.755       | Győr-Moson-Sopron      |
| 18.  | Eger             | 61.892       | 58.173       | 56.647    | 56.530       | Heves                  |
| 19.  | Nagykanizsa      | 54.052       | 52.773       | 50.823    | 49.850       | Zala                   |
| 20.  | Dunaújváros      | 59.028       | 53.957       | 50.084    | 48.104       | Fejér                  |
| 21.  | Hódmezővásárhely | 51.180       | 48.909       | 47.485    | 47.019       | Csongrád-Csanád        |
| 22.  | Salgótarján      | 47.822       | 45.645       | 39.640    | 37.166       | Nógrád                 |
| 23.  | Szekszárd        | 36.857       | 36.007       | 34.174    | 33 720       | Tolna                  |